# Росиця Кирилова
Росиця Кирилова Георгієва-Начева (болг. Росица Кирилова Георгиева-Начева; нар. 2 липня 1963, Софія, Болгарія) — болгарська співачка, композитор, телеведуча, громадський діяч.

## Біографія
Росиця Кирилова народилася 2 липня 1963 року в Софії.
Закінчила з відзнакою гімназію. У 1990 році закінчила Софійський університет за фахом «журналістика», в 2004 році стала магістром кінематографічного та телевізійного мистецтва та режисури в новому болгарському університеті.
Почала музичну кар'єру у ВІА «Следа», який грав музику кантрі. У 1982 році виконані Кирилової пісні «Не досягається радостта» і «Тичам към теб» були видані на платівці збірнику «Балкантона».
У 1983 році записала перші самостійні пісні — «Тиша» і «За теб живея». Виконавська манера Кирилової, близька до кантрі, простота і безпосередність допомогли їй вже скоро успішно конкурувати з зірками болгарської естради.
У 1985 році завоювала нагороду конкурсу «Мелодія року» з піснею «Любов завинаги» і радіоконкурсу «Проліт» з піснею «Сбогом, клас», яку виконала разом з братами Аргіровими. У 1987 році Кирилова брала участь в турне з чехословацьким співаком Карелом Зіхом, виступала у чехословацькій телепередачі «Телевар'єте». У 1988 році успішним стає її дует з Георгі Христовим — за пісню «Нещо невероятно» вони стають лауреатами конкурсу «Проліт».
Альбом Кирилової «Живей за мига», який вийшов в 1992 році, став першим в Болгарії, випущеним на CD.
Багаторазово була визнана найкращою співачкою країни в щорічному опитуванні видання «Музикална стълбица».
У 1995—2010 роках ведуча авторської передачі «За животните с любов» (укр. «Для тварин з любов'ю») на болгарському телеканалі БНТ .
У 1999 році була обрана послом доброї волі ЮНІСЕФ в Болгарії, брала участь у створенні гімну болгарського ЮНІСЕФ «Та протегнем на някой ръка».
Виступала з концертами в Болгарії, Німеччини, Росії, Швеції, Чехії, Туреччини, Румунії, Фінляндії.
Співала дуетом з болгарськими виконавцями Мустафою Чаушевим, Георгі Христовим, братами Аргіровими, Панайотом Панайотовим, Нелі Рангеловою. В репертуарі Кирилової є багато дитячих пісень.

## Особисте життя
З 1986 року одружена з поетом Георгі Начевим, який був автором низки пісень Кирилової. Дітей немає.

## Дискографія

### Студійні альбоми
- 1983 — «Тишина»;
- 1984 — «Любов завинаги»;
- 1985 — «Усмихни се за мен»;
- 1986 — «Росица Кирилова»;
- 1987 — «Кажи ми добър ден»;
- 1987 — «Всичко е музика» / Доверие (альбом дуетів з Георгі Христовим);
- 1988 — «Нещо невероятно» (альбом дуетів з Георгі Христовим);
- 1989 — «Приятелите винаги остават»;
- 1990 — «Вик за близост» (альбом дуетів з Нелі Рангеловою);
- 1990 — «Всяко нещо има свое време»;
- 1993 — «Живей за мига»;
- 1994 — «Мики Маус»;
- 1995 — «Без маска и грим» (альбом дуетів з Панайотом Панайотовим);
- 1995 — «Моята кукла Барби»;
- 1996 — «Вълшебница»;
- 1997 — «Учителко, целувам ти ръка»;
- 1998 — «Бог да е с те»б;
- 1999 — «Парцалина»;
- 2000 — «Банани с пижами»;
- 2002 — «Роси и приятели»;
- 2006 — «Сърцето знае защо…»;
- 2012 — «Защото те обичам»;
- 2012 — «Момичето с мечето».

### Збірники
- 2008 — «25 години на сцената — Като да и не»;
- 2012 — «Росица Кирилова — Авторски песни»;
- 2015 — «Защото те обичам (антология)»;
- 2017 — «35 години на сцена — любими песни».

### В альбомах інших виконавців
- 1986 — «Първи бяхме на хорото» (дует з Мустафою Чаушевим в альбомі «Злато мое»);
- 1991 — «Корабът» (дует з Мустафою Чаушевим в альбомі «Тук е моят дом»);
- 2008 — «Пісень за душата» (дует з Мустафою Чаушевим в альбомі «Багатство»).

## Відеовидання
- «Монолог за двама»;
- «Без маска і грим»;
- «Бог так е з теб»;
- «Всичко е любов — 25 година на сцена».